# Industrial Records
 (février 2024).
Si vous disposez d'ouvrages ou d'articles de référence ou si vous connaissez des sites web de qualité traitant du thème abordé ici, merci de compléter l'article en donnant les références utiles à sa vérifiabilité et en les liant à la section « Notes et références ».
Industrial Records est un label discographique basé à Londres et fondé en 1976 par le collectif d'art et groupe de musique Throbbing Gristle. Ce dernier, mené par Genesis P-Orridge et Peter Christopherson, souhaitait par le biais de ce label publier ses enregistrements musicaux et expérimentaux et accueillir des artistes à la marge de l'industrie musicale. Le label donna son nom à la musique industrielle. Son impact sur la sensibilisation du public aux nouvelles idées de Genesis P-Orridge fut retentissant, peut-être même davantage à celui de son propre groupe.

## Présentation
Tandis que les groupes de punk rock de l'époque étaient récupérés par l'industrie du disque, devenant par là-même un produit de consommation et de mode à destination des adolescents rebelles, Industrial Records adopta une attitude sans compromission, même envers son propre public.
Outre Throbbing Gristle, on peut citer parmi les artistes produits par le label Clock DVA (en) et Leather Nun (en), l'outrageux Monte Cazazza, l'auteur William S. Burroughs et Chris Carter (lui-même membre de TG, pour un album solo). L'un des disques les plus incongrus sortis sur Industrial Records est une version blues du standard Stormy Weather chanté par Elisabeth Welch, tiré de la bande originale du film de Derek Jarman The Tempest.
La politique de marketing était, délibérément, anti-commerciale, ironique et propagandiste. P-Orridge fit remarquer que la gratuité de contenu était banale sur le marché du divertissement et s'interrogea sur la raison de la condamnation de son utilisation de la pornographie, du sado-masochisme et du génocide, argumentant qu'il ne s'agissait que d'une manière de souligner leur existence et que cela constituait un stratagème visant à les rendre acceptables par l'industrie.
« We utilised selected techniques, subverting and repurposing them to suit our needs and our ironic sense of humour, including how the music business worked and how they sold their ‘product’. »
— Cosey Fanni Tutti, Art Sex Music

« Nous utilisions des techniques de l'industrie musicale en les détournant et en les adaptant à nos besoins et à notre sens de l'humour ironique, notamment en ce qui concerne la manière dont elle vendait son "produit". »
— Art Sexe Musique

### Imagerie industrielle

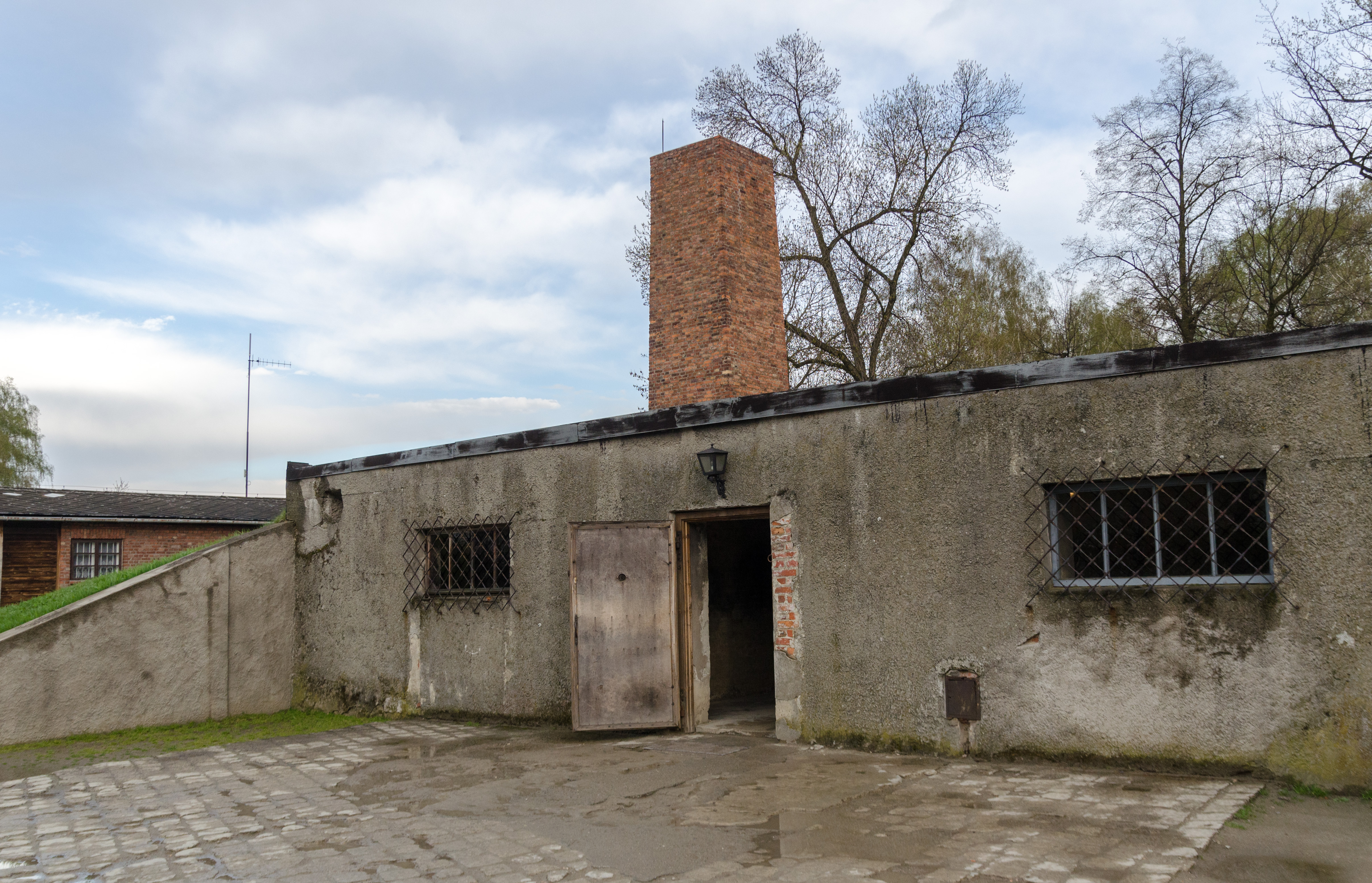
Vue du crématoire d'Auschwitz I, qui est représenté sur le logo d'Industrial Records.

L'imagerie des productions d'Industrial Records était moralement dérangeante et provocatrice. Le premier LP de Throbbing Gristle, The Second Annual Report, fut édité à 786 exemplaires, avec  un empaquetage de bootleg (une jaquette constituée d'une carte blanche sur laquelle était collées des franges de papier photocopié); Le logo du label était une représentation d'un crématoire du camp de concentration d'Auschwitz, l'industrie dans ce qu'elle avait de plus sombre en somme... ; la pochette du 20 Jazz Funk Greats de Throbbing Gristle rappelait les emballages dans le style des magasins Woolworth's et représentait le groupe comme des artistes pop en train de poser de façon décontractée devant Beachy Head, lieu de suicide le plus "populaire" de Grande Bretagne. Ne se contentant pas d'un album live classique, le label réalisa un coffret de cassettes audio 24 hours of TG, qui regroupait les 24 premiers concerts de Throbbing Gristle en version intégrale.
Le label fut le support de la production musicale de Throbbing Gristle et de groupes apparentés; au moment de sa dissolution il s'agissait de l'un des labels indépendants britanniques les plus populaires, largement couvert par la presse musicale de l'époque et vendant infailliblement la totalité de leurs éditions limitées. Fittingly, un "tube" de Throbbing Gristle, était sous-titré Entertainment Through Pain (littéralement: Divertissement par la douleur).

### Productions d'autres groupes

#### IR 0005: Monte Cazazza
En juin 1979 sort la première production d'Industrial Records qui n'est pas l'œuvre de Throbbing Gristle. Il s'agit d'un single 7" de Monte Cazazza intitulé To Mom On Mother's Day / Candy Man. Le second morceau est un montage narratif qui traite du tueur en série américain Dean Corll. Sur ces morceaux, Throbbing Gristle contribue l'accompagnement musical en postproduction, en suivant les instructions de Cazazza. Selon Ford, le contrat de Cazazza avec IR fut signé avec du sang. 

#### IR 0006: The Leather Nun
Cette production est suivie en novembre 1979 par Slow Death, un 7" de quatre pistes du groupe suédois Leather Nun. Le morceau Slow Death décrit la mort lente d'une personne «brûlée à 90%», un thème qui évoque la chanson Hamburger Lady de Throbbing Gristle.

#### IR 0007 - Thomas Leer & Robert Rental

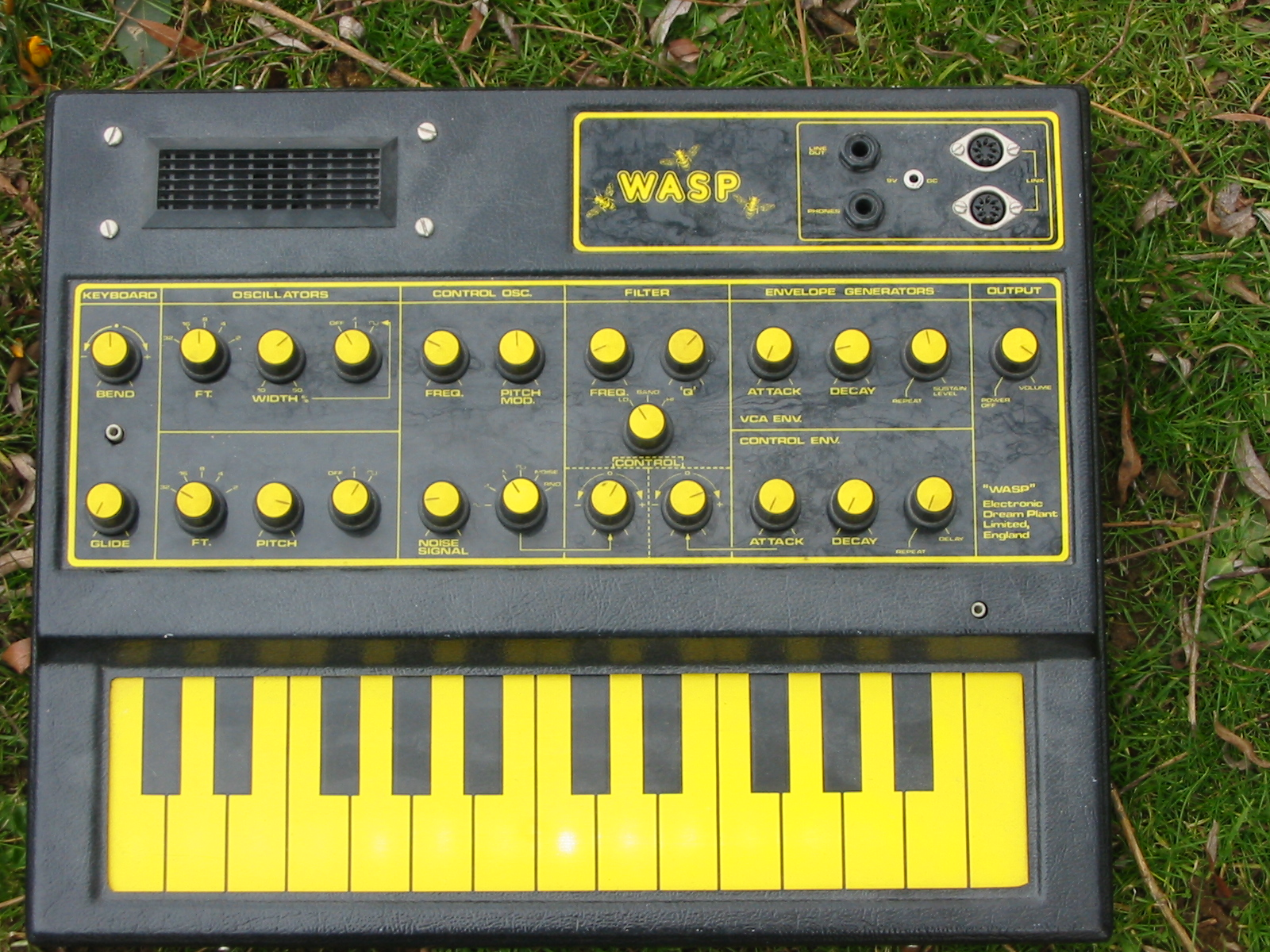
Le synthétiseur EDP Wasp, utilisé sur l'album The Bridge (IR 0007)

La même année, TG invite deux musiciens écossais, Thomas Leer (en) et Robert Rental (en), à enregistrer un album pour Industrial Records. L'album est enregistré en l'espace de deux semaines, dans l'appartement de Rental, avec du matériel électronique prêté par Throbbing Gristle. Le disque qui en résulte, The Bridge, mêle un esprit punk avec des synthétiseurs, dont le EDP Wasp (en) qui donne un son caractéristique à l'album. Unique collaboration de ces deux musiciens, The Bridge est considéré comme un des albums précurseurs du genre synthpop. Il fait l'objet d'une exposition montrée en 2018 au Beacon Arts Centre à Greenock, puis au Horse Hospital à Londres, suivi par la réédition de l'album en 2022 par le label Mute Records. 

### 1981: Fin des productions
Throbbing Gristle s'est séparé en 1981, lorsque P-Orridge fonda Psychic TV. La dernière production d'Industrial Records est intitulée Nothing Here But The Recordings (IR 0016). Il s'agit d'une compilation réunissant des archives de William S. Burroughs, qui pour l'occasion a autorisé P-Orridge et Sleazy à accéder à ses vieilles archives sur bandes magnétiques. 

### 2002: Réactivation
Le label entra en léthargie pendant une vingtaine d'années, bien que ses produits, toujours prisés des amateurs, aient été réédités par le label indépendant Mute et d'autres à travers le monde. Le label fut réactivé en 2002 pour la sortie d'une version spéciale remasterisée de 24 hours of TG dans un coffret de 24 CD. Sur le site du label, on peut lire:"23rd September 2010
INDUSTRIAL RECORDS Ltd. - Departed company with Mute/EMI and returned to independence." Depuis, d'autres production ont été réalisées.

## Catalogue 1976-1982
- IR 0002 - Throbbing Gristle - The Second Annual Report (LP)
- IR 0003 - Throbbing Gristle - United/Zyklon B Zombie (en) (7")
- IR 0004 - Throbbing Gristle - D.o.A: The Third and Final Report  (LP)
- IR 0005 - Monte Cazazza - To Mom on Mother's Day (7")
- IR 0006 - The Leather Nun - Slow Death EP (7")
- IR 0007 - Thomas Leer & Robert Rental - The Bridge (LP)
- IR 0008 - Throbbing Gristle - 20 Jazz Funk Greats (LP)
- IR 0009 - Throbbing Gristle - Heathen Earth (LP)
- IR 0010 - Monte Cazazza - Something For Nobody (7")
- IR 0011 - Surgical Penis Klinik - Meat Processing Section (7")
- IR 0012 - Elisabeth Welch - Stormy Weather (7")
- IR 0013 - Throbbing Gristle - Subhuman/Something Came Over Me (en) (7")
- IR 0014 - Dorothy - I Confess (7")
- IR 0015 - Throbbing Gristle - Adrenalin/Distant Dreams (Part Two) (en) (7")
- IR 0016 - William S. Burroughs - Nothing Here Now But The Recordings (LP)

### Publications au format cassette audio
- IRC 00 - Throbbing Gristle - Best Of.... Volume I (Cass)
- IRC 01 - Throbbing Gristle - Best Of.... Volume II (Cass)
- IRC 02 - Throbbing Gristle - At the ICA London (Cass)
- IRC 04 - Throbbing Gristle - At the Nag's Head, High Wycombe (Cass)
- IRC 05 - Throbbing Gristle - At the Brighton Polytechnic (Cass)
- IRC 06 - Throbbing Gristle - At Nuffield Theatre, Southampton (Cass)
- IRC 07 - Throbbing Gristle - At the Rat Club (Cass)
- IRC 08 - Throbbing Gristle - At the Highbury Roundhouse (Cass)
- IRC 09 - Throbbing Gristle - At the Art School Winchester (Cass)
- IRC 10 - Throbbing Gristle - At the Rat Club The Valentino Rooms (Cass)
- IRC 11 - Throbbing Gristle - At the Brighton Polytechnic (Cass)
- IRC 12 - Throbbing Gristle - At the Architectural Association (Cass)
- IRC 13 - Throbbing Gristle - At Goldsmith's College (Cass)
- IRC 14 - Throbbing Gristle - At the Industrial Training College (Cass)
- IRC 15 - Throbbing Gristle - At the London Film Makers Co-Op (Cass)
- IRC 16 - Throbbing Gristle - At the Crypt Club (Cass)
- IRC 17 - Throbbing Gristle - At Centro Iberico (Cass)
- IRC 18 - Throbbing Gristle - At Ajanta Cinema (Cass)
- IRC 19 - Throbbing Gristle - At Now Society (Cass)
- IRC 20 - Throbbing Gristle - At the Factory (Cass)
- IRC 21 - Throbbing Gristle - At Guild Hall (Cass)
- IRC 22 - Throbbing Gristle - At The Y.M.C.A. (Cass)
- IRC 23 - Throbbing Gristle - Pastimes/Industrial Muzak (Cass)
- IRC 24 - Throbbing Gristle - At Butlers Wharf (Cass)
- IRC 25 - Throbbing Gristle - At Leeds Fan Club (Cass)
- IRC 26 - Throbbing Gristle - At Scala Cinema (Cass)
- IRC 27 - The Leather Nun - At Scala Cinema, London/Music Palais Kungsgatan (Cass)
- IRC 28 - Monte Cazazza - At Leeds Fan Club/Scala, London/Oundle School (Cass)
- IRC 29 - Throbbing Gristle - At Goldsmiths College (Cass)
- IRC 30 - Throbbing Gristle - At Oundle Public School (Cass)
- IRC 31 - Clock DVA - White Souls In Black Suits (Cass)
- IRC 32 - Chris Carter - The Space Between (Cass)
- IRC 33 - Throbbing Gristle - At Sheffield University (Cass)
- IRC 34 - Richard H. Kirk - Disposable Half-Truths (Cass)
- IRC 35 - Cabaret Voltaire - 1974 - 1976 (Cass)

## Catalogue 2002 à ce jour
- 2015 - CARTER TUTTI VOID - f (x) - Various formats
- 2012 - XTG - DESERTSHORE / THE FINAL REPORT - Various formats
- 2011 - TG REMASTERED - TG back catalogue rereleased - Various formats
- 2009 - GRISTLEISM - Black, Red, Chrome
- 2009 - THE THIRD MIND MOVEMENTS
- 2008 - THIRTY SECOND ANNUAL REPORT
- 2008 - THIRTY SECOND ANNUAL REPORT - Framed Edition
- 2007 - TGV - Limited Edition DVD Boxed Set
- 2007 - PART TWO - THE ENDLESS NOT - Standard CD Edition
- 2007 - PART TWO - THE ENDLESS NOT : Totemic Gift Special Limited Edition
- 2007 - DESERTSHORE - ICA INSTALLATION - 12 CD LIMITED EDITION WALLET
- 2004 - A SOUVENIR OF CAMBER SANDS - TG LIVE DECEMBER
- 2003 - TG+ - coffret de 10 CDs
- 2002 - TG24 - coffret de 24 CDs

## Sources
- (en) Drew Daniels, 20 Jazz Funk Greats, Bloomsbury Academic, coll. « 33 1/3 », 2007, 144 p. (ISBN 9780826427939)
- Éric Duboys, Industrial Music for Industrial People, Camion Blanc, 2007, 557 p. (ISBN 978-2-910196-49-3)
- (en) Simon Ford, Wreckers of Civilisation : The Story of COUM Transmissions and Throbbing Gristle, Black Dog Publishing, 1999, 300 p. (ISBN 978-1901033601)
- (en) Alexander Reed, Assimilate : A Critical History of Industrial Music, Oxford University Press, 2013
- (en) Simon Reynolds, Rip It Up and Start Again : Postpunk 1978-1984, Faber & Faber, 2005
- (en) Ian Trowell, Throbbing Gristle : An Endless Discontent, Intellect Books, 2023, 288 p. (ISBN 978-1789388268).
- (en) Cosey Fanni Tutti, Art Sex Music, Faber & Faber, 2017, 502 p. (ISBN 978-0-571-32852-9).
- Naylor, Colin & Genesis P-Orridge (éditeurs). Contemporary Artists. Macmillan Press/St Martin's Press, 1977
- RE/Search No. 6/7: Industrial Culture Handbook, RE/Search Publications 1983,  (ISBN 0-940642-07-7)

## Source
- (en) Cet article est partiellement ou en totalité issu de l’article de Wikipédia en anglais intitulé « Industrial Records » (voir la liste des auteurs).